# Solid State Records
Solid State Records ist ein US-amerikanisches christliches Plattenlabel mit Hauptsitz in Seattle. Das Label ist ein Sublabel der ebenfalls christlichen Plattenfirma Tooth & Nail Records. Im Gegensatz zu Tooth & Nail zeichnet sich Solid State nur durch Metal-Bands aus. Wie Tooth & Nail ist Solid State in erster Linie ein christliches Label.

## Allgemein
Solid State Records hat seinen Schwerpunkt auf christlichen Metal gesetzt. Neben Bands, die sich offiziell als christliche Metalbands bezeichnen, hat das Label aber auch Bands unter Vertrag, wie zum Beispiel Stretch Arm Strong, He Is Legend oder Training For Utopia, deren Mitglieder teilweise zwar zum Christentum konvertieren, sich aber selbst nicht zu christlichen Bands zählen.
Der Hauptsitz des Labels befindet sich in Seattle im US-Bundesstaat Washington.
Solid State Records ist Sponsor von unterschiedlichen Touren und Festivals, wie dem Ozzfest, oder etwa dem Cornerstone Festival.

## Erfolge
Mit zu den größten Erfolgen in der Geschichte des Labels gehört unter anderem der zweite Platz des Albums Define the Great Line der Band Underoath.

## Aktuelle Bands (Auswahl)
- Advent
- The Ascendicate
- Becoming the Archetype
- The Chariot
- Demon Hunter
- Destroy the Runner
- Fit for a King
- The Famine
- Gwen Stacy
- Haste the Day
- Inhale Exhale
- Living Sacrifice
- Mychildren Mybride
- Norma Jean
- Phinehas
- Sever Your Ties
- The Showdown
- Silent Planet
- Soul Embraced
- Trenches
- Underoath
- Wolves at the Gate

## Ehemalige Bands (Auswahl)
- 3rd Root
- The Agony Scene
- As Cities Burn
- August Burns Red
- Beloved
- Blindside
- Cry of the Afflicted
- Dead Poetic
- The Death Campaign
- Extol
- He Is Legend
- Life in Your Way
- Luti-Kriss
- No Innocent Victim
- Officer Negative
- Oh, Sleeper
- Once Nothing
- Society’s Finest
- Twelve Gauge Valentine
- Warlord
- Zao